# Primeira Guerra Anglo-Afegã
A Primeira Guerra Anglo-Afegã, que ocorreu entre 1839 e 1842, foi um dos primeiros grandes conflitos durante o Grande Jogo no século XIX, uma competição pelo poder e influência na Ásia Central entre o Reino Unido e a Rússia, e também marcou um dos piores reveses infligidos aos britânicos na região desde a consolidação da Companhia Britânica das Índias Orientais na Índia.
Diante aos temores britânicos de que a esfera de influência russa prorrogasse para a fronteira indiana, o governador-geral da Índia, George Eden, conde de Auckland, apresentou ao Doste Maomé Cã um ultimato, pedindo a expulsão de uma delegação russa em Cabul. Rejeitado o pedido britânico, em Março de 1838, o exército britânico da Companhia Britânica das Índias Orientais invadiu o Afeganistão, desencadeando a primeira guerra anglo-afegã. Ao encontrar uma oposição insubsistente, os invasores capturaram Candaar, em Abril de 1839 e Gásni em Julho. Quando Cabul caiu em agosto, Xá Xujá, o neto de Amade Xá Durrani, um antigo rei afegão, foi instalado no trono do Afeganistão, em vez de Doste Maomé, já que o mesmo entregou-se para os britânicos.
Em 2 de novembro de 1841, Aquebar Cã, filho de Doste Maomé, liderou uma revolta com sucesso contra Xá Xujá e as guarnições indiano-afegãs no país. Uma expedição punitiva anglo-indiana reforçou guarnições por um curto período, mas em Dezembro de 1842, os britânicos tiveram de deixar definitivamente o país. Doste Maomé, em seguida, foi libertado de sua prisão e recuperou o seu trono.
As relações entre o Afeganistão e os britânicos continuaram tensas até 1855, quando Doste Maomé que conduziu um acordo de paz com o governador-geral da Índia. No entanto, em 1878, os britânicos voltariam a invadir o Afeganistão na Segunda Guerra Anglo-Afegã.

## O início da disputa pelo Afeganistão
Por volta de 1837, a Pérsia com o apoio do Império Russo ergueu um cerco contra Herat, governada por Kamram Shah. O Shah persa, Mohammed Shah Qajar, ofereceu a Kamram e a seu vizir, Yar Mohammed, a restauração do trono afegão em Kabul e espólios de uma futura invasão na Índia, porém a proposta foi recusada e o certo se manteve. Herat conseguiu resistir graças ao apoio de agentes britânicos que treinaram as defesas. Entre eles se destacou Eldred Pottinger que liderou os defensores durante o assalto persa. O Reino Unido, sabendo da situação de Herat, ameaçou uma invasão pelo golfo pérsico caso o certo se mantivesse. Mohammed Shah Qajar então optou por não entrar em guerra com os britânicos e retirou suas tropas.
Em Kabul, Dost Mohammed buscava restaurar o Afeganistão às extensões do império Durrani e recuperar Peshawar perdida pelos siques, sob governo de Ranjit Singh. Por outro lado, os britânicos viam Singh como um aliado imprescindível na região, pois o marajá atuaria como um escudo perante uma invasão vindo das montanhas afegãs. Em meio a essa tensão, Dost Mohammed recebeu, ao mesmo, tempo um diplomata britânico, Alexander Burnes e um russo, Jan Vitkevich, em Bala Hissar. Ambos buscavam influenciar o apoio do Khan para seus respectivos países. Em meio a esse impasse, os britânicos emitiram um ultimato exigindo a renúncia de Peshawar como requisito para um acordo ser firmado e o fim das conversas com diplomatas russos.  Embora, Dost Mohammed preferisse o acordo com os britânicos, a exigência foi vista como afronta a sua soberania, o que o levou o acenar para o lado russo. Lorde Auckland sabia que o ultimato seria rejeitado, pois o seu plano real era destronar Dost Mohammed, substituindo-o pelo antigo Shah de Kabul, Shujah Durrani, que até então estava exilado na Índia.

## A Invasão Britânica e a Conquista de Cabul
O acolhimento de um diplomata russo por Dost Mohammed causou certo receio aos britânicos, pois sabiam quão expostos seus territórios na Índia estariam se os russos ocupassem as montanhas do Afeganistão. Em Calcutá, surgiram então três propostas para contornar a situação. A primeira, apoiada por Burnes, sugeria uma aproximação maior com Dost Mohammed, pois este já estava estabelecido e seu emirado gozava de uma certa estabilidade. A segunda, proposta por Arthur Conolly, apoiava a conquista do trono afegão por Kamram, pois devido ao cerco de Herat, ele era hostil tanto aos persas quanto aos russos. Além disso, Kamram sendo descendente da dinastia Durrani possuía também uma reivindicação ao emirado afegão. A terceira, defendida por Sir William Macnaghten, propunha uma invasão ao Afeganistão por tropas britânicas e siques e a substituição de Dost Mohammed pelo antigo Shah, Shujah Durrani, agora exilado na Índia. A proposta de Macnaghten foi aceita e os preparativos da invasão foram iniciados.
Houve ainda uma tentativa de convencer Ranjit Singh ao apoio da invasão, com o pretexto de que se bem sucedida, Shujah removeria a reivindicação afegã a Peshawar. Singh inicialmente demonstrou empolgação com a ideia, porém, ciente das dificuldades de manter um governo nas montanhas do Afeganistão, o marajá hesitou. Por fim, a invasão seria feita somente por tropas britânicas.
Existiam duas passagens possíveis para a entrada no afeganistão: Khyber e Bolan. Khyber era a rota mais curta, mas sem o apoio sique, as tropas britânicas tiveram que seguir por Bolan. Apesar da marcha ter iniciado com uma ampla quantidade de suprimentos, havia se calculado que as tropas iriam na maior parte do trajeto depender de suprimentos locais. No entanto, uma praga havia devastado as plantações e poucos suprimentos foram encontrados. Como solução, Burnes comprou a preços exorbitantes 10 mil ovelhas dos Baluchis.
O exército britânico entrou então em Kandahar. A princípio, houve uma marcha e algumas poucas pessoas celebraram Shujah como libertador. No entanto, conforme os dias foram passando aumentava a quantidade de civis que se opunham ao Shah, considerando-o como traidor e infiel, por permitir a entrada de um exército estrangeiro no país.
Após a conquista de Kandahar, o exército britânico conquistou Ghazni, a principal fortaleza antes de Kabul. A tomada da cidade teve que ser improvisada com um dispositivo explosivo nos portões, pois os britânicos deixaram suas peças de artilharia em Kandahar. A notícia chegou rapidamente a Dost Mohammed, que apressadamente fugiu, deixando Kabul abandonada para os britânicos. Sha Shujah entrou na cidade, mas segundo Sir John Kaye, o momento pareceu mais um funeral do que um desfile de vitória.
Alguns dias depois, inesperadamente, Dost Mohammed se rende após derrotar os britânicos na batalha de Parwan Darra. Os motivos de sua rendição ainda são incertos. É certo que ele enfrentava exércitos hostis em Kandahar e Jalalabad, além de uma rebelião no Coistão, onde os líderes locais buscavam enfraquecer a interferência de Kabul nos seus domínios. Existe também um  relato de Mohan Lal, segundo o qual, havia um plano dos próprios afegãos para assassinar o Khan.  Dost Mohammed foi então mandado para exílio e custódia na Índia. 

## A Retomada de Cabul e a Retirada Britânica
Em 1841, a animosidade contra a ocupação britânica crescia no Afeganistão. O Shah era visto por muitos como uma marionete sem poder de decisão. Além disso, a presença de tropas estrangeiras na região aumentou a demanda por alimentos, inflacionando os preços. A nova administração também precisou aumentar os impostos para manter os custos da burocracia. E por último, mulheres afegãs estavam trocando seus maridos por soldados britânicos. Logo, os mulás, como eram chamados os clérigos mulçumanos, começaram a pregar contra o novo governo.
Sir William Macnaghten, responsável pela administração da região, ignorou os alarmes de Rawlinson e Pottinger, pois esperava em breve voltar à Índia, ocupando a presidência de Bombai. Dessa forma, evitava possíveis conflitos em Kabul que poderiam atrasar sua partida. Por outro lado, Burnes reclamava que não era ouvido e evitou enviar alarmes mais sérios a Macnaghten, pois provavelmente seria o seu substituto. Além disso, Burnes era odiado pelos nativos, pois o viam como o homem que fingiu ser amigo de Dost Mohammed para espiar a terra e depois invadi-la.
Logo então, uma multidão começou a se reunir em frente à casa de Burnes com o propósito de tirar-lhe a vida. Apesar de ter sido avisado por Mohan Lal, o explorador britânico pensou ser possível convencer a multidão a retornar para suas casas ou então ganhar tempo para que a ajuda britânica chegasse.
O exército estava acampado a menos de duas milhas de distância. No entanto, a indecisão de Macnaghten e do general William Elphinstone, já em idade avançada e sofrendo de gota, atrasaram a decisão. Por fim, foi Shah Shujah quem enviou seus homens para prestar socorro. Quando os britânicos finalmente enviaram suas tropas, Burnes já havia sido morto pela multidão, o cofre da companhia saqueado e várias casas queimadas. Por fim, as tropas britânicas só conseguiram defender os homens do Shah que recuavam novamente para a fortaleza de Bala Hissar.
A moral britânica estava abalada e o exército carecia de um líder funcional. Por outro lado, o número de rebeldes aumentava a cada dia. Havia também a notícia de que Akhbar Khan, filho de Dost Mohammed, havia escapado da prisão em Bokhara e jurava liderar a insurreição afegã, depondo Sha Shujah e recuperando o trono para seu pai.
O exército britânico ficou sitiado no quartel construído em uma planície rodeada por colinas. As colinas, por sua vez, davam uma visão privilegiada para atiradores afegões que usavam rifles de cano longo conhecidos por jezails, cujo alcance ultrapassava o dos mosquetes britânicos. Logo, começaram a surgir várias baixas causadas pelos jezails e os canhões ficaram praticamente inoperantes, pois seus operadores seriam atingidos pelos atiradores, independentemente de onde estivessem.
Houve ainda algumas tentativas de quebrar o cerco afegão, mas sem sucesso. No entanto, surpreendentemente, os afegãos ofereceram termos, pois Akhbar Khan estava ciente de que a aniquilação do exército britânico ameaçaria a segurança do seu pai.
Macnaghten buscou reforços de Kandahar, mas a chegada do inverno inviabilizou a marcha. Frustradas as esperanças de ajuda, as negociações de retirada e rendição começaram a ser feitas. O embaixador inglês tentou convencer secretamente os outros líderes tribais a se rebelarem contra Akhbar Khan. Este, por sua vez, ciente das maquinações que estavam acontecendo, armou uma armadilha para Macnaghten. Foi oferecida aos britânicos a permanência de Shujah como Emir e Akhbar como seu Wazir, o que foi aceito de imediato. O falso acordo seria firmado diante dos líderes afegãos que haviam recebido a proposta de rebelião e apoio inglês, mas Macnaghten não sabia quem eles eram. Após o fechamento do falso acordo e diante da mesa de negociação, o embaixador inglês foi preso e posteriormente assassinado. Dessa forma, Akhbar demonstrou o jogo duplo inglês e assegurou a lealdade dos outros khans.
O líder afegão ofereceu passagem segura e provisões até Jalalabad em troca de reféns (mulheres dos oficiais e alguns oficiais) e da artilharia britânica. Elphinstone aceitou os termos. No entanto, a escolta prometida por Akhbar não chegou e o exército partiu sem ela e sem alimentos. Os afegãos emboscaram os britânicos durante toda a travessia e somente um sobreviveu para dar as notícias a Jalalabad. Isso se deu porque a intenção dos reféns era garantir uma troca pela liberdade de Dost Mohammed Khan e não a passagem segura pelas montanhas afegãs.

## A Segunda Expedição Britânica
A notícia chegou à Calcuta e em Londres de forma devastadora. A vitória afegã ameaçaria as cidades de Kandahar e Jalalabad que estavam sob domínio britânico. Além disso, aumentaria a moral das tribos para fazer incursões na Índia novamente, como haviam feito antes da queda do Império Mughal.
Lorde Auckland foi então substituído por Lorde Ellenborough. Este inicialmente era contra a invasão em Kabul. No entanto, havia pressão popular e de seus generais para a restauração da reputação militar e do orgulho britânico, pois essa foi uma das maiores humilhações que o império havia sofrido. De modo a resolver os dois problemas de uma só vez, o governador-geral emitiu uma ordem ambígua para os generais Nott e Pollock, que estavam em Kandahar e Jalalabad, evacuarem do afeganistão passando por Kabul.
Os exércitos fizeram sua marcha pilhando, destruindo vilas e assassinando civis. Quando chegaram a Kabul, a cidade estava vazia. Shah Shujah havia sido morto e Akhbar havia fugido com os reféns. Uma expedição foi feita para encontrá-los e negociar sua libertação. Estes, por sua vez, com a ajuda de Mohan Lal, conseguiram comprar sua liberdade por 20 mil rúpias. Dessa forma, quando a expedição os encontrou, eles já estavam libertos.
Antes de partir de Kabul, foi ordenada a destruição do bazar da cidade. No entanto, rapidamente o evento saiu do controle e uma pilhagem na cidade foi feita, na qual nem mesmo os aliados britânicos foram poupados. Muitos deles tiveram suas residências e estabelecimentos destruídos.

## Desfecho
O exército britânico pode enfim declarar uma vitória em Kabul. No entanto, a maioria do exército que partiu da Índia foi dizimada, os custos da guerra foram muito altos e seu objetivo inicial de colocar Shujah no trono não foi alcançado. Os britânicos concluíram que Dost Mohammed Khan seria o único capaz de restaurar a ordem no Afeganistão. Por isso, foi permitido seu retorno ao trono afegão, o qual ocuparia até o fim de sua vida. No entanto, os mesmos termos do acordo feito com Shujah foram impostos a Dost Mohammed: ele prometeu não receber emissários da Rússia ou da Pérsia, não ter relações com outras nações exceto a Grã-Bretanha e renunciar sua reivindicação à cidade de Peshawar. 

## Na Cultura Popular

### Pax Pamir
Pax Pamir (2015), criado por Cole Wehrle, é um jogo de tabuleiro profundamente enraizado na história política do século XIX, especialmente no chamado "Grande Jogo" – o conflito geopolítico entre o Império Britânico e o Império Russo pelo controle do Afeganistão. O jogo se destaca por sua abordagem histórica, suas mecânicas de lealdade fluida e sua estética afegã, que reforçam a imersão no contexto da época. 